# Seguridad aeroportuaria

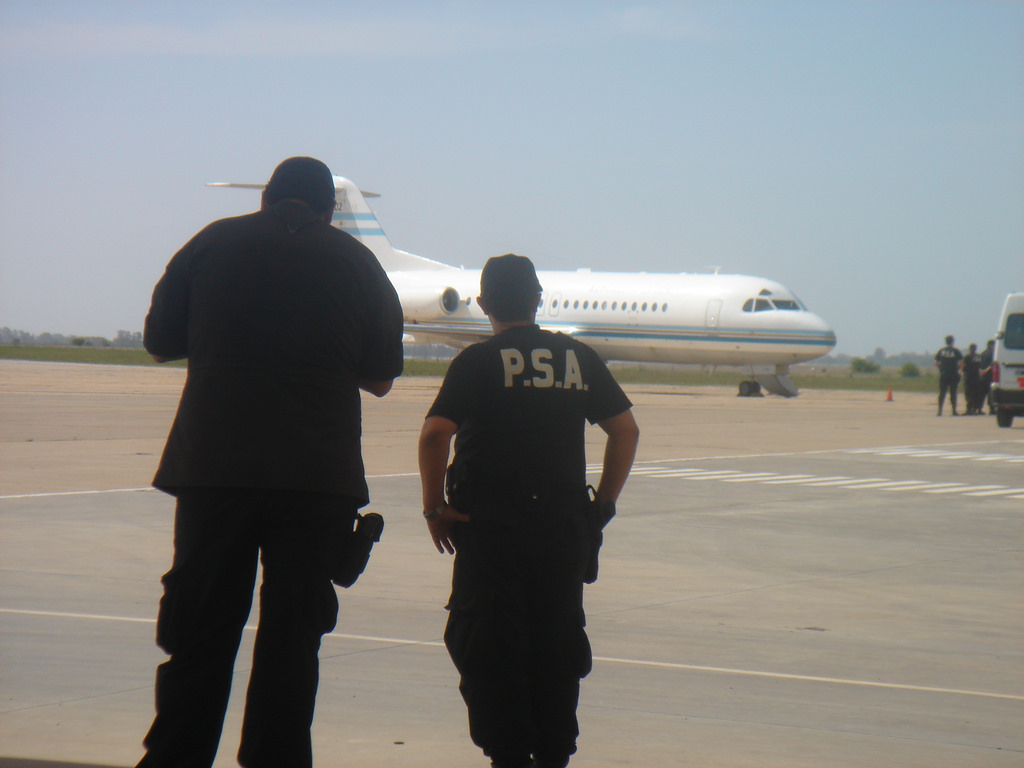
Seguridad en aeropuertos

La seguridad aeroportuaria comprende los medios y el personal formado necesario para el cumplimiento de la normativa internacional sobre seguridad, vigilancia y control de accesos en recintos aeroportuarios. En el Anexo 17 Seguridad de la Aviación (AVSEC, Aviation Security) de la OACI incorpora las normas y recomendaciones en materia de seguridad que deben aplicarse en la aviación para garantizar que sea un medio de transporte con garantías y presente la confianza necesaria para los pasajeros, incluye la protección de la aviación civil contra los actos de interferencia ilícita.
Para conseguir los fines y garantizar la seguridad en los aeropuertos se dispone de vigilantes de seguridad formados que realizan inspecciones al equipaje con artículos prohibidos, pasajeros y tripulación de aeronaves, que realizan rondas perimetrales y vigilan las dependencias para evitar que se produzcan actos que puedan alterar la seguridad.También existen procedimientos para  la seguridad de la carga aérea y de los suministros de a bordo de aeronaves de forma que eviten introducir objetos prohibidos en zonas restringidas.

## Actos de interferencia ilícita
Son, según el Anexo 17 de la OACI, actos, o tentativas, destinados a comprometer la seguridad de la aviación civil y del transporte aéreo, es decir:
- Apoderamiento ilícito de aeronaves en vuelo.[2]
- Apoderamiento ilícito de aeronaves en tierra.
- Toma de rehenes a bordo de aeronaves o en los aeródromos.
- Intrusión por la fuerza a bordo de una aeronave, en un aeropuerto o en el recinto de una instalación aeronáutica.
- Introducción a bordo de una aeronave o en un aeropuerto de armas o de artefactos (o sustancias) peligrosos con fines criminales.
- Comunicación de información falsa que compromete la seguridad de una aeronave en vuelo, o en tierra, o la seguridad de los pasajeros, tripulación, personal de tierra y público en un aeropuerto o en el recinto de una instalación de aviación civil.